# 下関球場
下関球場（しものせききゅうじょう）は、山口県下関市安岡の下関北運動公園内にある野球場。施設は下関市が所有し、下関市公営施設管理公社が指定管理者として運営管理を行っている。東隣に山口県立下関武道館がある。
下関市に本社を置く不動産会社のエストラストが命名権を取得し、「オーヴィジョンスタジアム下関」の名称を用いている。

## 概要
1988年7月、市北郊で整備が進められていた下関北運動公園内に完成。同年夏の全国高等学校野球選手権山口大会がこけら落としで、以後アマチュア野球の公式戦が行われている。
プロ野球は翌1989年から開催されるようになり、かつて下関市営球場（1985年閉場）を本拠地としていた横浜大洋ホエールズが同年3月に読売ジャイアンツ（巨人）とのオープン戦、8月にヤクルトスワローズとの公式戦を主催で開催。大洋は以後、球団名が「横浜ベイスターズ」→「横浜DeNAベイスターズ」となってからもほぼ毎年オープン戦・一軍公式戦・イースタン・リーグ公式戦のいずれかの形で主催試合を行っている。ただし、一軍戦の開催は横浜以外の球団主催も含め2008年以降は実施されていない。なお、ベイスターズは下関市を「球団発祥の地」としてその歴史を尊重しており、日本一となった1960年と1998年には下関市内でも優勝パレードを実施している。このような縁から球団は下関を「準本拠地」として明確な定義こそしてはいないものの、地元には「下関はベイスターズのふるさと」「横浜の準本拠地」と崇めるファンも数多い。ベイスターズが2024年シーズンに日本シリーズ優勝で優勝して26年ぶりの日本一となった際には、下関市役所は従来のような街頭での優勝パレードではなく市内の複合商業施設シーモール下関での優勝祝賀イベントを企画し、翌年となる2025年2月25日に行われた同イベントでは沖縄県宜野湾市で開催したチームの春季キャンプを前日に終えた三浦大輔監督が本拠地の神奈川県横浜市への帰路で立ち寄り、約500人が参加した無料公開のトークショーと150人の定員制とした有料の優勝祝賀会に参加した。
下関北運動公園内には、軟式野球専用のサブグラウンドである下関第二球場（両翼91m、中堅112m、旧球場閉鎖の際に本球場建設に先立って1985年にオープンしている）の他、多目的広場やテニスコートが併設。2011年には山口県立下関武道館が完成し、下関のスポーツのメッカとして知られる。
2006年のシーズン中には、スコアボードがパネル式から電光式に改修された。
近年では、福岡ソフトバンクホークスによる野球教室やウエスタン・リーグの公式戦などが行われている。
2017年4月より3年間、下関市内に本社を置く不動産会社「エストラスト」に命名権を売却し、同社のマンションブランド「オーヴィジョン」に由来する「オーヴィジョンスタジアム下関」の名称となり、下関第二球場についても同様に「オーヴィジョンスタジアム下関第二球場」となる。
2022年より九州アジアリーグに参加した福岡北九州フェニックスが公式戦を設定し（3月発表の日程表では8試合）、4月29日に初の試合が開催された（始球式は市長の前田晋太郎が務めた）。2023年からは球団名を北九州下関フェニックスに改めている。

## 主なエピソード
特にプロ野球において、開催のペースはオープン戦を含めても年1回未満と、少ないにもかかわらず、ドラマや記録、珍事等が頻発する球場である。
- 1989年3月4日に同球場初のプロ野球として大洋対巨人のオープン戦が組まれていたが、前日まで降り続いた雨の影響でグラウンドがぬかるむなどして開催が危ぶまれた。フィールドに砂と土を入れ、さらに灯油を散布して点火し水分を蒸発させるなど奮闘した結果、何とか開催可能なコンディションまで回復。無事に試合は開催された。この試合では当時大洋の新人だった谷繁元信が、巨人の斎藤雅樹からオープン戦ながら「プロ入り初本塁打」を通算2打席目に放っており、谷繁は後に「下関でリーグを代表する投手の斎藤さんから本塁打を打てたおかげで、プロでやっていける自信がついた」と振り返っている。
- 1990年3月11日に行われたオープン戦・大洋対近鉄では、近鉄のルーキー・野茂英雄が登板しオープン戦ながら「プロ初勝利」を挙げている[12]。
- 1990年7月1日の大洋対阪神13回戦では、開幕後(4月)にトレードで移籍し数日前に一軍登録されたばかりの二村忠美が代打で出場したが、掲示板に掲げるネームプレートが二村のものだけ用意されておらず、急遽チョークで手書きされたものが掲げられた(2006年まで電光掲示板ではなかった)。
- 1996年9月8日の横浜対ヤクルト23回戦では、同点で迎えた9回裏に、一死から谷繁が三塁打を放ち代走に高橋眞裕が送られ、さらに四球で一三塁となり、続くこの日タイムリーを放っている宮川一彦が、フラフラとレフト前にポテンヒットを放った。しかし三塁走者高橋は完全に三塁に着塁しており、ボールが落ちて安打になるのを見て慌てて走り始めたため本塁でアウトとなり、幻のサヨナラヒットとなった。さらに一塁走者井上純も三塁でアウトとなり、一打サヨナラのチャンスが拙攻により一瞬にしてチェンジとなった。試合は延長14回に宮本慎也が決勝タイムリーを放ちヤクルトが勝ち越し。横浜はその裏に投手の河原隆一がそのままこの日2打席目の打席に立ち(横浜は野手を使いきっていたため、河原に代打を送ることができなかった)、ヤクルトの守護神・高津臣吾から12球粘ったものの、力尽きて三振に倒れ最後の打者となった。高津はこの日5回2/3を投げぬいた(河原は2回2/3)。白熱した内容となったこの試合は、中断を含まないものでは日本最長となる6時間19分を記録した（16時PBで試合終了が22時過ぎ）。尚、仮に河原が繋いでいた場合、次の打者は宮川であった。
- 1998年5月10日の横浜対広島東洋カープ8回戦では、3－4の広島1点リードで迎えた7回裏、広島は当時リリーフエースの小林幹英が登板。しかし小林は先頭の一番石井琢朗、二番進藤達哉、三番鈴木尚典に3連続四球を与えて満塁としてしまう。ここでバッターは、ケガと不振で喘いでいたローズに代わって、この日横浜移籍後初のスタメン四番に座った駒田徳広。駒田はカウント3－1から2号逆転満塁本塁打を放ち、試合は7－4で横浜が勝利した。なお駒田はこの年の1号も満塁本塁打だった。駒田の満塁本塁打はこれが現役通算12本目で史上2位タイ(当時)となった。駒田は試合後のヒーローインタビューで水を向けられると「満塁以外でも打たなきゃね」と苦笑し、場内の笑いを誘った。後に駒田は、フジテレビ系列で2015年6月10日に放送された『村上信五とスポーツの神様たち』の中で、この下関球場での満塁本塁打のことを、「全てが自分の読み通りに運んだ、人生最高の満塁ホームラン」と述べている。
- 2006年9月7日の横浜対広島18回戦では珍事が続発した。1回表、先頭の梵英心が右翼ポール際へ本塁打性の打球を打ち上げ、そのままスタンドに消えた。当初は「本塁打」と判定されたが、その後確認したところ右翼スタンドの観客がフェンス手前にグラブを差し出して捕球していたことが分かり、エンタイトル二塁打となった。試合は5－5のまま延長に入り、10回にはマーク・クルーンが登板。時速159kmを記録してスタンドを沸かせたが、直後に左臀部に違和感を訴えて途中降板。極め付きはその裏の横浜の攻撃で、二死満塁から佐伯貴弘がスイングしたバットに石原慶幸捕手のミットが当たり、押し出し打撃妨害により横浜が6x－5でサヨナラ勝ち。珍事に始まり珍事に終わった一戦となった。
- 2019年3月10日に、広島東洋カープとのオープン戦を、ベイスターズ球団発足70年記念試合として、1950年の同日に行われた大洋ホエールズ初戦（上述）のユニフォームを復刻した試合を行う予定だったが、試合開始前の降雨により中止された。なおこの復刻ユニフォームは3月21日に横浜スタジアムでの北海道日本ハムファイターズ戦で改めて披露された。
  - 下関市では久しぶりのオープン戦開催に際して、「下関プロ野球招致実行委員会」[13]を設立し、その実行委員会が主催して上記の「ベイスターズ70周年記念試合」の開催を企画したものである。将来的には公式戦開催を目指して取り組んでいる[14]が、2020年は公式戦開幕が東京オリンピック開催により通常より早まる関係から、オープン戦は2019年12月の発表段階[15]では組み込まれず、2021・2022年度も同様に開催予定が組まれなかった。2023年度においては、前2年間と同様に、1軍は開催予定に組まれなかったが、ファーム交流試合として、1軍も含めると約4年ぶりに6月3日に対福岡ソフトバンクホークス戦が同年3月17日に組まれることが球団HPで発表された。

## 施設概要

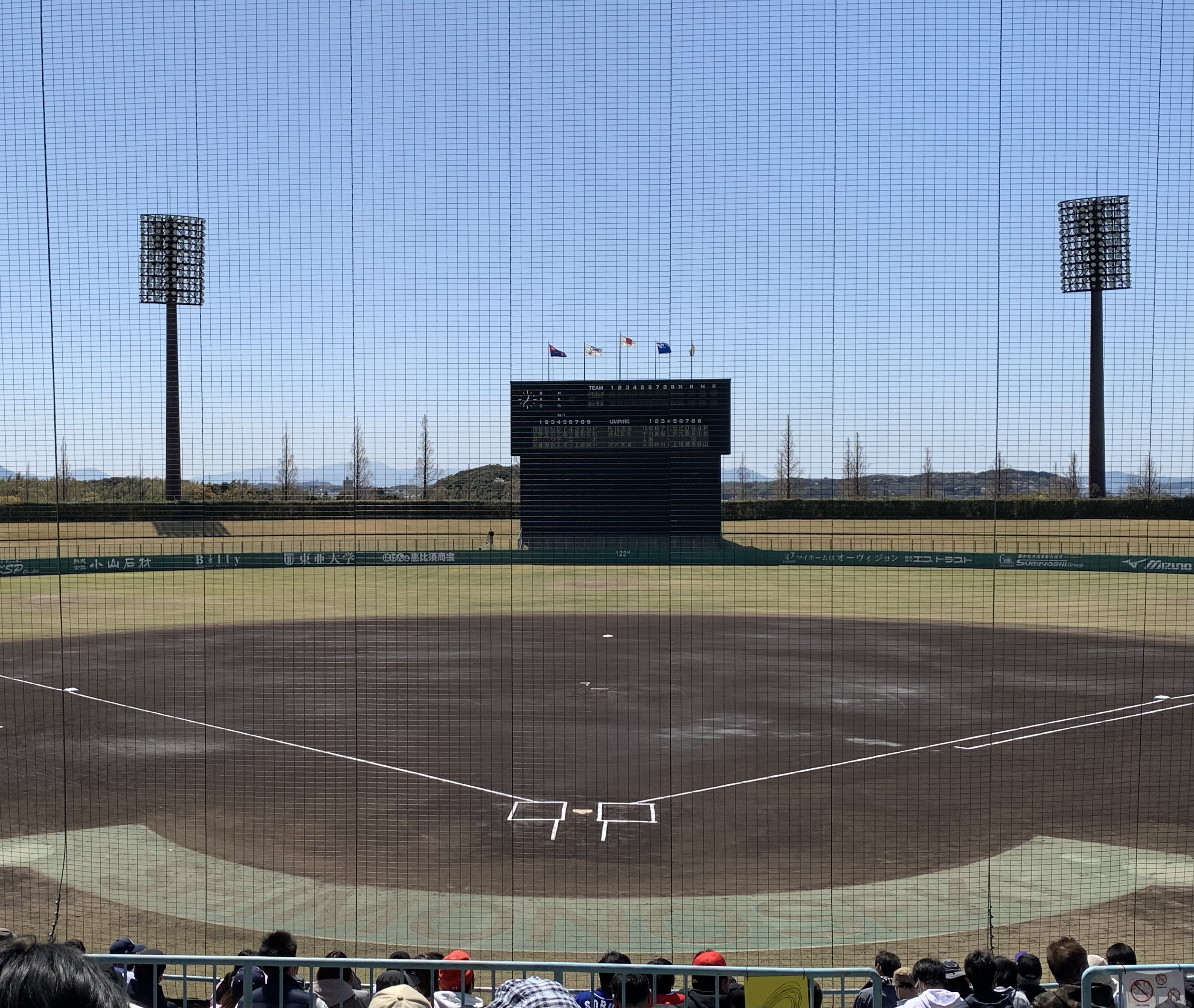
フィールド全景

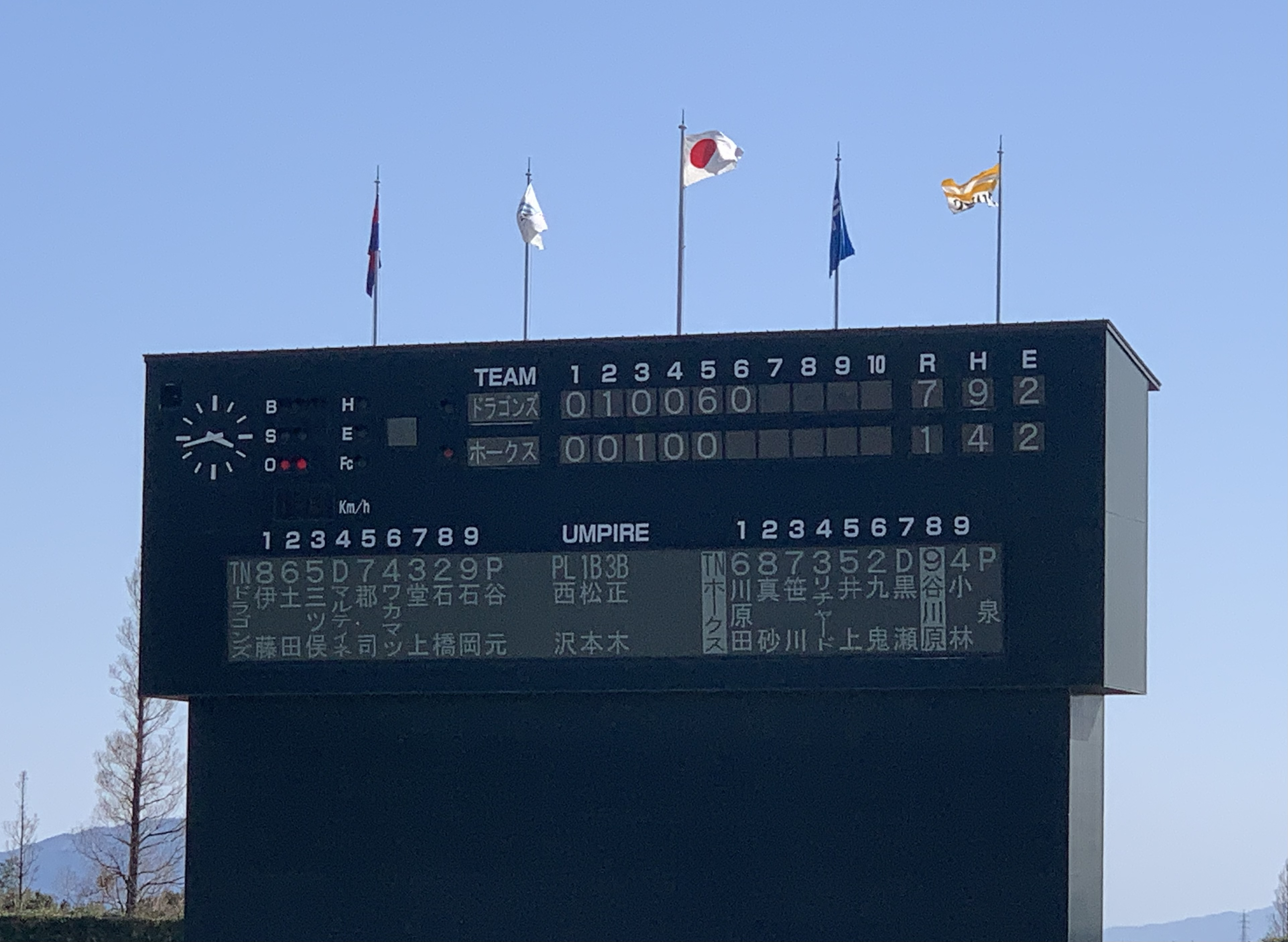
スコアボード

- 両翼：100m、中堅：122m
- 内野：土、外野：天然芝
- ナイター設備：（鉄塔）6基
- 25,000人収容（内野：椅子、外野：芝）
- スコアボード：電光式

## 交通
- JR新下関駅3番のりばよりサンデン交通バス「安岡駅前」「横野」「安岡経由下関駅」行で「蒲生野」バス停下車後徒歩約5分
- JR梶栗郷台地駅より徒歩17分、JR新下関駅より徒歩35分
  - 新下関駅からはバスで約10分
  - プロ野球１軍公式戦の開催時は新下関駅および下関駅から臨時バス運行あり。ただし、ウエスタンリーグ開催時は臨時バスの運行はない。
- 中国自動車道・下関ICより約20分